# Club Internacional de Fútbol Miami 2024
Questa voce raccoglie le informazioni riguardanti l'Inter Miami nelle competizioni ufficiali della stagione 2024.

## Stagione
Quella del 2024 è la quinta stagione in Major League Soccer dell'Inter Miami.

## Organigramma societario
Di seguito l'organigramma societario.
Area direttiva
- Proprietario e Presidente: David Beckham
- Co-proprietario: Jose Mas
- Co-proprietario: Jorge Mas
- Vicepresidente: Pablo Alvarez
- Direttore delle operazioni commerciali: Xavi Asensi
- Direttore sportivo: Chris Henderson

Area tecnica
- Allenatore: Gerardo Martino
- Allenatore in seconda: Javier Morales
- Preparatore dei portieri: Sebastián Saja
- Preparatore atletico: Garrison Draper

## Rosa
Aggiornata al 5 marzo 2024.
| N. |                        | Ruolo | Calciatore              |
| -- | ---------------------- | ----- | ----------------------- |
| 1  | Stati Uniti (bandiera) | P     | Drake Callender         |
| 5  | Spagna (bandiera)      | C     | Sergio Busquets         |
| 6  | Argentina (bandiera)   | D     | Tomás Avilés            |
| 8  | Ecuador (bandiera)     | A     | Leonardo Campana        |
| 9  | Uruguay (bandiera)     | A     | Luis Suárez             |
| 10 | Argentina (bandiera)   | A     | Lionel Messi (capitano) |
| 11 | Argentina (bandiera)   | C     | Facundo Farías          |
| 13 | Stati Uniti (bandiera) | P     | CJ dos Santos           |
| 15 | Stati Uniti (bandiera) | D     | Ryan Sailor             |
| 16 | Finlandia (bandiera)   | A     | Robert Taylor           |
| 17 | Stati Uniti (bandiera) | D     | Ian Fray                |
| 18 | Spagna (bandiera)      | D     | Jordi Alba              |
| 19 | Cile (bandiera)        | A     | Robbie Robinson         |
| 20 | Paraguay (bandiera)    | C     | Diego Gomez             |
| 21 | Argentina (bandiera)   | D     | Nicolás Freire          |
| 24 | Stati Uniti (bandiera) | C     | Julian Gressel          |

| N. |                        | Ruolo | Calciatore         |
| -- | ---------------------- | ----- | ------------------ |
| 27 | Ucraina (bandiera)     | D     | Serhij Kryvcov     |
| 30 | Stati Uniti (bandiera) | C     | Benjamin Cremaschi |
| 32 | Stati Uniti (bandiera) | D     | Noah Allen         |
| 33 | Argentina (bandiera)   | D     | Franco Negri       |
| 35 | Colombia (bandiera)    | C     | Felipe Valencia    |
| 40 | Irlanda (bandiera)     | D     | Harvey Neville     |
| 41 | Honduras (bandiera)    | C     | David Ruíz         |
| 42 | Italia (bandiera)      | C     | Yannick Bright     |
| 43 | Stati Uniti (bandiera) | C     | Lawson Sunderland  |
| 49 | Haiti (bandiera)       | A     | Shanyder Borgelin  |
| 55 | Argentina (bandiera)   | C     | Federico Redondo   |
| 57 | Argentina (bandiera)   | D     | Marcelo Weigandt   |
| 62 | Stati Uniti (bandiera) | C     | Israel Boatwright  |
| 81 | Stati Uniti (bandiera) | C     | Santiago Morales   |
| 99 | Stati Uniti (bandiera) | P     | Cole Jensen        |
|    | Stati Uniti (bandiera) | D     | Tyler Hall         |

## Calciomercato

### Sessione invernale
| Acquisti | Acquisti          | Acquisti           | Acquisti   |
| R.       | Nome              | da                 | Modalità   |
| -------- | ----------------- | ------------------ | ---------- |
| D        | Nicolás Freire    | Pumas UNAM         | prestito   |
| D        | Israel Boatwright | Inter Miami II     | definitivo |
| D        | Tyler Hall        | Inter Miami II     | definitivo |
| C        | Julian Gressel    |                    | svincolato |
| C        | Lawson Sunderland | Inter Miami II     | definitivo |
| C        | Santiago Morales  | Inter Miami II     | definitivo |
| C        | Federico Redondo  | Argentinos Juniors | definitivo |
| A        | Luis Suárez       |                    | svincolato |

| Cessioni | Cessioni                  | Cessioni         | Cessioni   |
| R.       | Nome                      | a                | Modalità   |
| -------- | ------------------------- | ---------------- | ---------- |
| D        | Leandro González Pirez    | River Plate      | definitivo |
| D        | Christopher McVey         | D.C. United      | definitivo |
| D        | DeAndre Yedlin            | FC Cincinnati    | definitivo |
| D        | Kamal Miller              | Portland Timbers | definitivo |
| C        | Dixon Arroyo              | Barcelona SC     | definitivo |
| C        | Victor Ulloa              |                  | svincolato |
| C        | Gregore                   | Botafogo         | definitivo |
| C        | Jean Mota                 | Vitória          | definitivo |
| A        | Edison Azcona             | Las Vegas Lights | prestito   |
| A        | Jake LaCava               |                  | svincolato |
| A        | Josef Martínez            |                  | svincolato |
| A        | Nicolás Stefanelli        | Fehérvár         | definitivo |
| A        | Emerson Rivaldo Rodríguez | Millonarios      | prestito   |
| A        | Corentin Jean             |                  | svincolato |

### A stagione in corso
| Acquisti | Acquisti         | Acquisti                    | Acquisti   |
| R.       | Nome             | da                          | Modalità   |
| -------- | ---------------- | --------------------------- | ---------- |
| D        | Marcelo Weigandt | Boca Juniors                | prestito   |
| C        | Yannick Bright   | University of New Hampshire | definitivo |

| Cessioni | Cessioni | Cessioni | Cessioni |
| R.       | Nome     | a        | Modalità |
| -------- | -------- | -------- | -------- |